# 마취

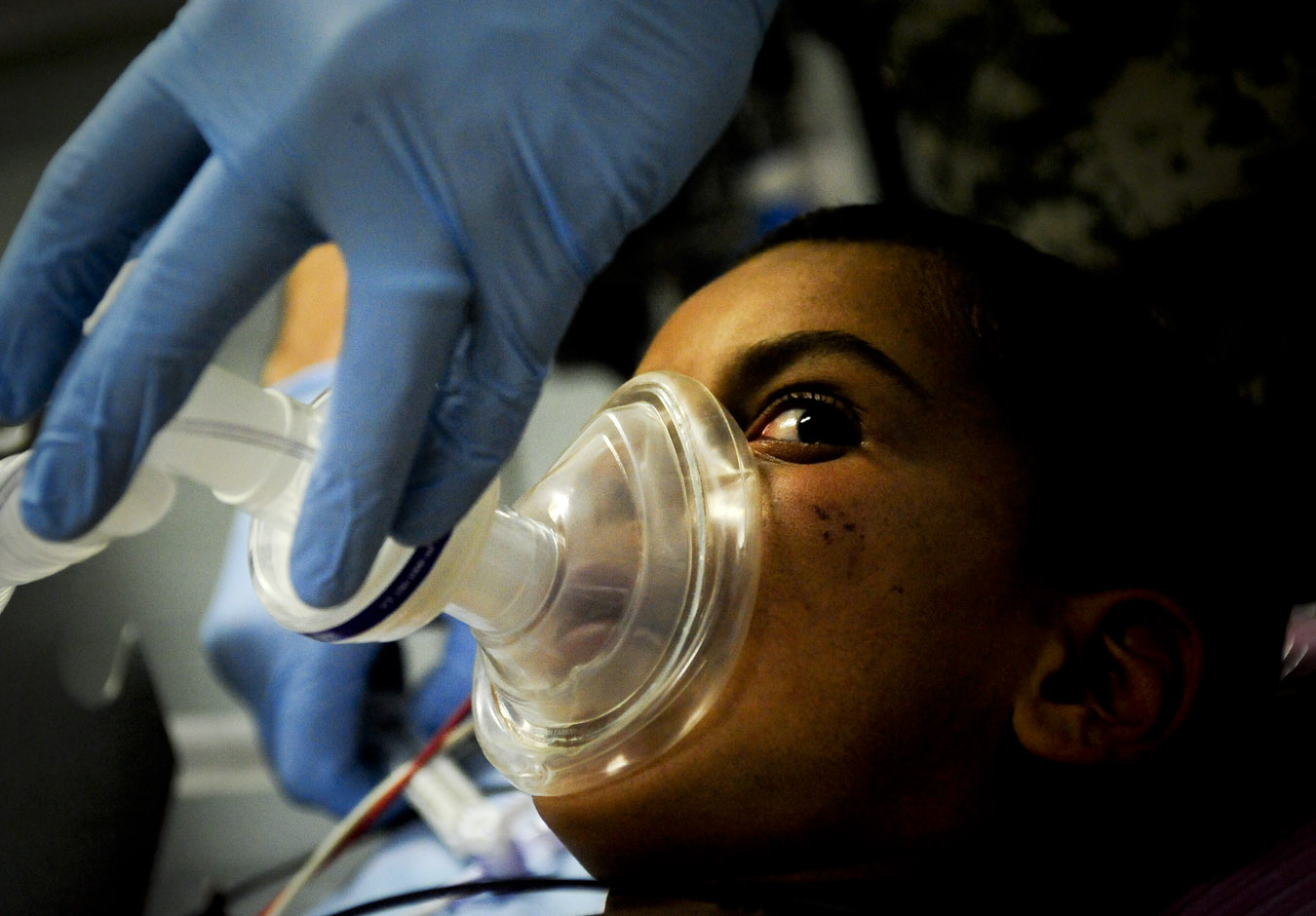
한 아이가 마취에 들어갈 준비를 하고 있다.

마취(痲醉, Anesthesia)는 일시적으로 의식, 감각, 운동 및 반사작용을 차단하는 행위, 또는 그렇게 된 상태이다. 의학적으로 통증의 경감 또는 차단을 위해 사용하는 방법이다. 마취의 종류로는 전신마취와 국소마취, 부위마취 등이 있다. 마취는 마취통증의학과에서 담당하며 이를 담당하는 사람은 마취의로 부른다. 미국에서는 마취통증의학과 의사의 주도하에 마취전문간호사도 시행할 수 있다.
마취의 종류는 아래와 같다:
- 전신 마취
- 국소 마취

## 의학적 이용
마취의 목적은 다음의 물질을 사용하여 각각의 목적을 달성하는 것이다::236
- 수면제: 일시적 의식 손실 및 기억 상실을 동반한다.
- 진통제: 자율신경계통을 둔화시키는 것을 포함한다.
- 근이완제(근육풀림제)

다양한 유형의 마취가 종말점에 다르게 영향을 미친다. 예를 들어 부위 마취는 진통 효과에 영향을 미친다. 벤조디아제핀 유형 진정제(진정제 또는 "황혼 마취"에 사용됨)는 기억상실을 선호한다. 전신 마취제는 모든 종말점에 영향을 미칠 수 있다. 마취의 목표는 대상에게 위험을 최소화하면서 주어진 수술 절차에 필요한 종료점을 달성하는 것이다.
마취의 목적을 달성하기 위해 약물은 서로 다르지만 상호 연결된 신경계 부분에 작용한다. 예를 들어 최면은 뇌의 핵에 대한 작용을 통해 생성되며 수면 활성화와 유사하다. 그 효과는 사람들이 유해한 자극에 대해 덜 인식하고 덜 반응하게 만드는 것이다.
기억 상실은 뇌의 여러(그러나 특정) 영역에 약물이 작용하여 발생한다. 기억은 여러 단계(단기, 장기, 장기)에서 선언적 또는 비서술적 기억으로 생성되며, 그 강도는 시냅스 가소성이라고 불리는 뉴런 사이의 연결 강도에 따라 결정된다.: 246  각 마취제는 기억상실을 유발한다. 다양한 복용량에서 기억 형성에 대한 독특한 효과를 통해. 흡입 마취제는 의식 상실에 필요한 용량보다 낮은 용량에서도 핵을 전반적으로 억제하여 기억상실을 확실하게 유발한다. 미다졸람과 같은 약물은 장기 기억 형성을 차단하여 다양한 경로를 통해 기억 상실증을 유발한다.
그럼에도 불구하고, 마취 중에 꿈을 꾸거나 마취 중에 아무런 징후가 없음에도 불구하고 수술 과정을 의식할 수 있다. 전신 마취 중 22%의 사람들이 꿈을 꾸고, 1000명당 1~2명의 환자가 "전신 마취 중 자각"이라는 의식을 갖고 있는 것으로 추정된다. 인간이 아닌 동물이 전신 마취 중에 꿈을 꾸는지는 알려져 있지 않다.

## 기술
마취는 직접적인 치료 수단이 아니라는 점에서 독특하다. 오히려 임상의는 고통스럽거나 복잡할 수 있는 질병을 치료, 진단 또는 치료할 수 있는 일을 할 수 있다. 따라서 최고의 마취제는 시술을 완료하는 데 필요한 종말점을 달성하면서도 환자에게 미치는 위험이 가장 낮은 마취제이다. 마취의 첫 번째 단계는 병력, 신체 검사 및 실험실 테스트로 구성된 수술 전 위험 평가이다. 동물의 수술 전 신체 상태를 진단하면 임상의는 마취 위험을 최소화할 수 있다. 잘 작성된 병력을 통해 올바른 진단에 도달할 확률은 56%이며 신체 검사를 통해 73%로 증가한다. 실험실 테스트는 진단에 도움이 되지만 3%의 사례에서만 도움이 되므로 마취 전 전체 병력 및 신체 검사가 필요하다. 잘못된 수술 전 평가 또는 준비는 모든 마취 부작용의 11%에 대한 근본 원인이다.
안전한 마취 관리는 고도로 훈련된 의료 종사자들로 구성된 제대로 기능하는 팀에 크게 좌우된다. 마취를 중심으로 한 의료 전문 분야를 마취과라고 하며, 해당 분야를 전문으로 하는 의사를 마취과 의사라고 한다. 마취 제공에 관여하는 추가 의료 전문가는 관할 구역에 따라 다양한 직위와 역할을 가지며, 여기에는 마취 간호사, 마취 간호사, 마취 보조사, 마취 기술자, 마취 동료, 수술실 실무자 및 마취 기술자가 포함된다. 세계보건기구(WHO)와 세계마취과학회연맹(World Federation of Societies of Anasthesiologists)이 공동으로 승인한 안전한 마취 실시에 대한 국제 표준에서는 마취과 의사가 마취를 제공하고, 감독하고, 주도해야 한다고 적극 권장한다. 국소 마취. 훈련을 받고 주의를 기울이는 마취 제공자는 환자를 지속적으로 돌보아야 한다. 제공자가 마취과 의사가 아닌 경우 마취과 의사가 현지에서 지시하고 감독해야 하며, 이것이 가능하지 않은 국가나 환경에서는 지역 또는 국가 마취과 의사가 주도하는 프레임워크 내에서 가장 자격을 갖춘 현지 개인이 치료를 주도해야 한다. 조직 산소 공급, 관류 및 혈압에 대한 지속적인 임상 및 생체 인식 모니터링을 포함하여 의료 제공자에 관계없이 환자 안전을 위한 동일한 최소 표준이 적용된다. 청진 및 이산화탄소 감지를 통해 기도 관리 장치의 올바른 배치를 확인한다. WHO 수술 안전 체크리스트를 사용한다. 시술 후 환자 치료를 안전하게 전달한다.
위험 평가의 한 부분은 환자의 건강을 기반으로 한다. 미국 마취과학회(American Society of Anesthesiologists)는 환자의 수술 전 신체 상태를 계층화하는 6단계 척도를 개발했다. 이를 ASA 신체 상태 분류라고 한다. 이 척도는 환자의 전반적인 건강 상태가 마취제와 관련되어 있으므로 위험을 평가한다.
보다 상세한 수술 전 병력은 유전 질환(예: 악성 고열증 또는 가성콜린에스테라아제 결핍증), 습관(담배, 약물 및 알코올 사용), 신체적 특성(예: 비만 또는 어려운 기도) 및 동반 질병(특히)을 발견하는 것을 목표로 한다. 심장 및 호흡기 질환) 마취에 영향을 미칠 수 있다. 신체 검사는 실험실 테스트 외에도 병력에서 발견된 모든 것의 영향을 정량화하는 데 도움이 된다.
환자 건강 평가의 일반성 외에도 수술과 관련된 특정 요인에 대한 평가도 마취에 대해 고려되어야 한다. 예를 들어, 출산 중 마취는 산모뿐만 아니라 아기도 고려해야 한다. 폐나 목을 차지하는 암과 종양은 전신 마취에 특별한 어려움을 야기한다. 마취를 받는 환자의 건강 상태와 시술을 완료하는 데 필요한 종료점을 확인한 후 마취제 유형을 선택할 수 있다. 수술 방법과 마취 기법의 선택은 합병증의 위험을 줄이고 회복에 필요한 시간을 단축하며 수술 스트레스 반응을 최소화하는 것을 목표로 한다.

## 위험
마취와 관련된 위험 및 합병증은 질병률(마취로 인해 발생하는 질병 또는 장애) 또는 사망(마취로 인해 발생하는 사망)으로 분류된다. 수술 전 동물의 건강과 수술 절차의 복잡성도 위험에 기여할 수 있기 때문에 마취가 질병률과 사망률에 어떻게 영향을 미치는지 정량화하는 것이 어려울 수 있다.
19세기 초 마취가 도입되기 이전에는 수술로 인한 생리적 스트레스로 인해 심각한 합병증이 발생하고 쇼크로 인한 사망도 많았다. 수술이 빠를수록 합병증 발생률이 낮아진다(매우 빠른 절단이 보고됨). 마취의 출현으로 더 복잡하고 생명을 구하는 수술이 완료될 수 있게 되었고, 수술로 인한 생리적 스트레스는 줄어들었지만 위험 요소가 추가되었다. 마취제 사용과 직접적으로 관련된 첫 사망 사례가 보고된 것은 에테르 마취제가 도입된 지 2년 만이다.
이환율은 중증(심근경색, 폐렴, 폐색전증, 신부전/만성 신장 질환, 수술 후 인지 기능 장애 및 알레르기)일 수도 있고 경미한(경미한 메스꺼움, 구토, 재입원) 것일 수도 있다. 일반적으로 동물의 건강, 수행되는 수술 유형 및 마취제 사이에 질병률과 사망률을 초래하는 요인이 중복된다. 각 기여 요인의 상대적 위험을 이해하려면 환자의 건강으로 인한 사망 비율이 1:870이라는 점을 고려하십시오. 이를 수술 요인(1:2860) 또는 마취만으로 인한 사망(1:185,056)과 비교해 보면 마취 사망률의 가장 큰 단일 요인은 환자의 건강임을 알 수 있다. 이 통계는 1954년 마취 사망률에 관한 최초의 연구와도 비교할 수 있다. 이 연구에서는 모든 원인으로 인한 사망률을 1:75로 보고하고 마취 단독으로 인한 사망률을 1:2680으로 보고했다. 사망률 통계 간의 직접적인 비교 위험 요인의 계층화 차이로 인해 시간이 지남에 따라 국가별로 안정적으로 수행될 수 없다. 그러나 마취제가 안전성을 크게 향상시켰다는 증거가 있지만 어느 정도 불확실하다.
이환율이나 사망률을 일률적으로 언급하기보다는 많은 요인들이 시술과 마취제 결합의 상대적 위험에 기여하는 것으로 보고된다. 예를 들어, 60~79세의 사람이 수술을 받으면 60세 미만의 사람보다 환자의 위험이 2.3배 더 높다. ASA 점수가 3, 4 또는 5인 사람은 ASA 점수가 1 또는 2인 사람보다 위험이 10.7배 더 높다. 다른 변수로는 80세 이상(60세 미만에 비해 위험이 3.3배), 성별(여성)이 있다. 아주 어리거나 아주 나이가 많은 사람은 모두 합병증의 위험이 더 높으므로 특별한 예방 조치가 필요할 수 있다.
2016년 12월 14일, 식품의약청(FDA)은 "3세 미만 어린이 또는 임신 3개월 동안의 임신 여성의 수술 또는 시술 중 전신 마취제 및 진정제를 반복적으로 또는 장기간 사용하면 아이들 두뇌의 발달에 영향을 미칠 수 있다"는 공공 안전 통신 경고를 발표했다." 미국산부인과학회(American College of Obstetricians and Gynecologists)는 이 경고를 비판하면서 임산부에 대한 사용에 관한 직접적인 증거가 없으며 "이 경고는 의료 제공자가 임신 중에 의학적으로 지시된 치료를 제공하는 것을 부적절하게 단념시킬 수 있다"는 가능성을 지적했다. 환자 옹호자들은 무작위 임상 시험은 비윤리적이며 손상 메커니즘은 동물에서 잘 확립되어 있으며 연구 결과에 따르면 마취제를 여러 번 사용하면 어린 아이들의 학습 장애가 발생할 위험이 크게 증가하는 것으로 나타났다. 비율은 2.12(95% 신뢰 구간, 1.26–3.54)이다.

## 회복
전신마취나 진정제 투여 후 발생하는 경우 여전히 합병증의 위험이 있으므로 주의 깊은 모니터링이 필요하다. 메스꺼움과 구토는 9.8%로 보고되지만 마취제 종류와 시술 방법에 따라 달라질 수 있다. 6.8%에서는 기도 지원이 필요하고, 요폐(50세 이상에서 더 흔함)가 있을 수 있으며, 2.7%에서는 저혈압이 있을 수 있다. 시술 중 근육 운동 부족(및 그에 따른 열 생산 부족)으로 인해 수술 직후에 저체온증, 떨림 및 혼돈도 흔하다. 또한, 마취 후 기간에 드물게 기능성 신경학적 증상 장애(FNSD)이 발생할 수 있다.
수술 후 인지 장애가 발생할 수 있다. 또한 출현 섬망(수술 후 즉각적인 혼란)과 조기 인지 기능 장애(수술 후 첫 주에 인지 기능 저하)를 설명하는 데에도 다양하게 사용될 수 있다. 세 가지 실체(섬망, 초기 POCD 및 장기 POCD)는 별개이지만, 수술 후 섬망의 존재는 초기 POCD의 존재를 예측한다. 섬망 또는 초기 POCD와 장기 POCD 사이에는 연관성이 없는 것으로 보인다. UCLA 데이비드 게펜 의과대학(David Geffen School of Medicine)에서 실시한 최근 연구에 따르면, 뇌는 의식으로 돌아가는 길에 일련의 활동 클러스터, 즉 "허브"를 통해 길을 탐색한다. 마취과 조교수인 앤드류 허드슨(Andrew Hudson)은 "마취에서 회복되는 것은 단순히 마취제가 '마모'되는 결과일 뿐만 아니라 두뇌가 미로 같은 가능한 활동 상태를 통해 의식적 경험을 허용하는 활동 상태로 되돌아가는 길을 찾는 것이기도 하다."라고 말했다.
장기 POCD는 인지 기능의 미묘한 저하로 몇 주, 몇 달 또는 그 이상 지속될 수 있다. 가장 일반적으로 환자의 친척은 주의력 부족, 기억력 부족, 이전에 그 사람이 좋아했던 활동(예: 십자말 풀이)에 대한 관심 상실을 보고한다. 마찬가지로, 직원들은 이전과 같은 속도로 작업을 완료할 수 없다고 보고할 수 있다. POCD가 심장 수술 후에 발생한다는 좋은 증거가 있으며 발생의 주요 원인은 미세색전의 형성이다. POCD는 비심장 수술에서도 발생하는 것으로 보인다. 비심장 수술에서의 원인은 덜 명확하지만 나이가 많은 것은 발생의 위험 요소이다.

## 역사
전신 마취의 최초 시도는 선사시대 때 행하였던 본초학적 치료약으로 추정된다. 알코올은 가장 오래된 진정제들 가운데 하나로, 수천년 전 고대 메소포타미아에서 사용되었다. 수메르인들은 이미 기원전 3400년에 메소포타미아 하류 지역에서 양귀비(Papaver somniferum)를 재배하고 수확했다고 한다. 고대 이집트인들은 몇 가지 수술 기구뿐 아니라 조악한 진통제와 진정제(아마 합환채 열매에서 제조한 추출물도 포함했을 가능성 있음)를 가지고 있었다.
중국의 편작(중국어: 扁鹊, 기원전 300년 경)은 중국의 전설적인 내과 의사이자 외과의였으며 수술에 전신 마취를 사용했다고 한다. 역사가들이 일종의 혼합 마취제를 개발한 최초의 검증 가능한 역사적 인물로 간주한 중국 의사 화타(Hua Tuo)는 그의 제조법이 아직 완전히 밝혀지지 않았다.
유럽, 아시아, 아메리카 전역에서 강력한 트로판 알칼로이드를 함유한 다양한 솔라눔(Solanum) 종들이 마취에 사용되었다. 13세기 이탈리아에서 테오도릭 보르고뇨니(Theodoric Borgognoni)는 무의식을 유발하기 위해 아편제와 유사한 혼합물을 사용했으며, 혼합된 알칼로이드를 사용한 치료는 19세기까지 마취의 주류로 입증되었다. 잉카 문명에서는 무당이 코카잎을 씹어 두개골에 수술을 하고, 상처에 침을 뱉어 마취를 시키던 잉카 문명에서 국소마취제를 사용했다. 코카인은 나중에 분리되어 최초의 효과적인 국소 마취제가 되었다. 코카인은 1859년 지그문트 프로이트(Sigmund Freud)의 제안으로 1884년 안과 수술에서 칼 콜러(Karl Koller)에 의해 처음 사용되었다. 독일 외과의사 아우구스트 비어(1861~1949)는 1898년 척수강내 마취를 위해 코카인을 최초로 사용했다. 루마니아 외과의사 니콜라에 라코비세아누-피테슈티 (1860-1942) 척수강내 진통을 위해 아편유사제를 최초로 사용했다. 그는 1901년 파리에서의 경험을 발표했다.
아랍 의사들이 사용하는 "수면 스펀지"는 12세기 후반 살레르노 의과대학과 13세기 우고 보르고뇨니(1180~1258)에 의해 유럽에 소개되었다. 이 마취 방법에서는 아편, 만드라고라, 독당근 주스 및 기타 물질을 용해한 용액에 스펀지를 담갔다. 그런 다음 스펀지를 건조하여 보관했다. 수술 직전에 스펀지에 물을 적셔 환자의 코 아래에 두었다. 모든 것이 순조롭게 진행되었을 때 연기로 인해 개인은 의식을 잃었다.
가장 유명한 마취제인 에테르는 빠르면 8세기에 합성되었을 수 있지만, 에테르의 마취제 중요성이 인식되기까지는 수세기가 걸렸다. 16세기 의사이자 박식가인 파라켈수스는 에테르를 흡입하도록 만든 닭이 쓰러질 뿐만 아니라 자고 있었지만 통증도 느껴지지 않았다. 19세기 초까지 에테르는 인간이 사용했지만 기분전환용 약물로만 사용되었다.
한편, 1772년 영국의 과학자 조셉 프리스틀리(Joseph Priestley)는 기체인 아산화질소를 발견했다. 처음에 사람들은 이 가스가 다른 질소산화물처럼 소량이라도 치명적이라고 생각했다. 그러나 1799년 영국의 화학자이자 발명가인 험프리 데이비는 스스로 실험을 통해 알아내기로 결정했다. 놀랍게도 그는 아산화질소가 자신을 웃게 만드는 것을 발견하고 이를 "웃음 가스"라고 별명을 붙였다. 1800년에 데이비는 수술 중 통증을 완화시키는 아산화질소의 잠재적인 마취 특성에 관해 글을 썼지만 당시에는 누구도 이 문제를 더 이상 추구하지 않았다.
1804년 11월 14일, 일본의 의사 하나오카 세이슈(華岡 青洲 Hanaoka Seishū)가 전신마취를 사용하여 수술을 성공적으로 수행한 최초의 사람이 되었다. 하나오카는 전통 일본의학은 물론 네덜란드에서 수입한 유럽의학, 한의학도 배웠다. 수년간의 연구와 실험 끝에 그는 마침내 한국 나팔꽃과 다른 허브를 결합한 츠센산(마후쓰산)이라는 공식을 개발했다.
하나오카가 이 고통 없는 수술을 성공적으로 수행했다는 사실은 곧 널리 알려졌고, 일본 전역에서 환자들이 찾아오기 시작했다. 하나오카는 계속해서 쓰센산을 사용하여 악성 종양 절제, 방광 결석 추출, 사지 절단 등 많은 수술을 수행했다. 1835년 사망하기 전에 하나오카는 유방암 수술을 150회 이상 수행했다. 그러나 도쿠가와 막부의 국가 쇄국 정책으로 인해 하나오카의 업적은 쇄국이 끝날 때까지 공개되지 않았기 때문에 이 발견은 1854년까지 세계 다른 지역에 도움이 되지 않았다. 서양에서 현대 마취제의 창시자로 불리는 크로포드 롱(Crawford Long)이 조지아주 제퍼슨(Jefferson)에서 전신마취를 사용하기까지는 거의 40년이 지났다.
오랫동안 그는 그의 친구들이 디에틸 에테르의 영향으로 비틀거리며 다쳤을 때 고통을 느끼지 않는다는 것을 알아차렸다. 그는 즉시 수술에서의 잠재력을 생각했다. 편리하게도, 이러한 "에테르 장난"에 참여한 학생인 제임스 베너블(James Venable)은 절제하고 싶은 작은 종양 두 개를 가지고 있었다. 하지만 베너블은 수술의 고통이 두려워 수술을 계속 미루었다. 그래서 롱은 에테르의 영향을 받은 상태에서 수술을 하자고 제안했다. Venable은 동의했고 1842년 3월 30일 고통 없는 수술을 받았다. 그러나 롱은 1849년까지 자신의 발견을 발표하지 않았다.
호레이스 웰스(Horace Wells)는 1845년 보스턴에 있는 매사추세츠 종합병원에서 흡입마취제에 대한 최초의 공개 시연을 실시했다. 그러나 아산화질소가 부적절하게 투여되어 환자는 고통스러워 울부짖었다. 1846년 10월 16일 보스턴의 치과의사 윌리엄 토마스 그린 모튼(William Thomas Green Morton)은 같은 장소에서 의과대학생들에게 디에틸에테르를 사용하는 성공적인 시연을 가졌다. 롱의 이전 연구를 몰랐던 모튼은 매사추세츠 종합병원에 초대되어 무통 수술을 위한 새로운 기술을 시연했다.
모튼은 처음에 마취제의 실제 성질을 숨기려고 시도했으며 이를 레테온(Letheon)이라고 불렀다. 그는 자신의 물질에 대해 미국 특허를 받았지만 성공적인 마취에 대한 소식은 1846년 후반에 빠르게 퍼졌다. 유럽의 존경받는 외과 의사들(Liston, Dieffenbach, Pirogov 및 Syme 등)은 신속하게 에테르를 사용하여 수많은 수술을 수행했다. 미국 태생의 의사인 부트(Boot)는 런던의 치과의사 제임스 로빈슨(James Robinson)에게 미스 론스데일(Miss Lonsdale)에게 치과 시술을 권유했다. 이는 수술자-마취의사의 첫 번째 사례였다. 과도한 구토 및 폭발성 인화성과 같은 에테르의 단점으로 인해 영국에서는 클로로포름으로 대체되었다.
1847년 스코틀랜드의 산부인과 의사 제임스 영 심슨(James Young Simpson)은 인간에 대한 클로로포름의 마취 특성을 처음으로 입증했으며 의학에 사용하기 위해 약물을 대중화하는 데 도움을 주었다.
최초의 유명한 마취제 중에서 아산화질소만이 오늘날에도 여전히 널리 사용되고 있으며, 클로로포름과 에테르는 더 안전하지만 때로는 더 비싼 전신 마취제로 대체되었으며, 코카인은 남용 가능성이 적은 더 효과적인 국소 마취제로 대체되었다.

## 사회와 문화
거의 모든 의료 서비스 제공자는 마취제를 어느 정도 사용하지만 대부분의 의료 전문가는 의학, 간호학, 치과 등 해당 분야에 자체 전문가를 보유하고 있다.
수술 전후 관리, 마취 계획 개발, 마취제 투여 등 마취과 전문의는 미국에서는 마취과 의사로, 영국, 캐나다, 호주, 뉴질랜드에서는 마취과 의사 또는 마취과 의사로 알려져 있다. 영국, 호주, 뉴질랜드, 홍콩, 일본의 모든 마취제는 의사가 투여한다. 마취 간호사는 또한 109개국에서 마취를 시행하고 있다. 미국에서는 마취제의 35%가 단독 진료 의사에 의해 제공되고, 약 55%는 인증된 공인 마취과 의사(CRNA) 또는 마취과 보조원을 의학적으로 지시하는 마취과 의사가 있는 마취 관리 팀(ACT)에 의해 제공되며, 약 10%는 마취 전문의가 제공한다. 마취를 보조하는 마취과 의사 보조원(미국) 또는 의사 보조원(영국)이 있을 수 있다.

## 같이 보기
- 생체 재료
- 내시경
- 수술 절차 목록
- 외과
- 심장외과